# Rhyscotus albidemaculatus
Rhyscotus albidemaculatus är en kräftdjursart som beskrevs av Gustav Budde-Lund1908. Rhyscotus albidemaculatus ingår i släktet Rhyscotus och familjen Rhyscotidae. Inga underarter finns listade i Catalogue of Life.